# كازيمير بولاسكي
كازيمير بولاسكي، أو كازيميرز بولاسكي باللغة البولندية (النطق بالبولندية: [kaʑiˈmʲɛʂ puˈwaski]، الاسم الكامل باللغة البولندية: Kazimierz Michał Wacław Wiktor Pułask) من النبلاء البولنديين (6 مارس 1745 - 11 أكتوبر 1779)، جندي بولندي، ونبيل، وسياسي و كان يطلق عليه الأب الروحي لسلاح الخيالة الأمريكي.
وحين سقطت العضوية عنه من قبل مجلس النبلاء البولنديين، كان بولاسكي القائد العسكري لاتحاد المحامين وحارب ضد السيطرة الروسية في الكومنولث البولندي الليتواني. عندما فشلت هذه الانتفاضة، هاجر إلى أميركا الشمالية ليصبح أحد المرتزقة. وأثناء الحرب الثورية الأمريكية، أنقذ حياة جورج واشنطن وأصبح جنرالا في الجيش القاري. وقد توفي متأثرا بجروح أصيب بها في معركة سافانا. بولاسكي هو واحد من سبعة أشخاص فقط الذين منحت لهم الجنسية الأمريكية الفخرية. في عام 2018 أعلن الرئيس الأمريكي  دونالد ترامب أن يوم 11 أكتوبر من كل عام ذكرى للاحتفال بـ كازمير بولاسكي.

## روابط خارجية
- كازيمير بولاسكي على موقع الموسوعة البريطانية (الإنجليزية)
- كازيمير بولاسكي على موقع إن إن دي بي (الإنجليزية)